# Valknut

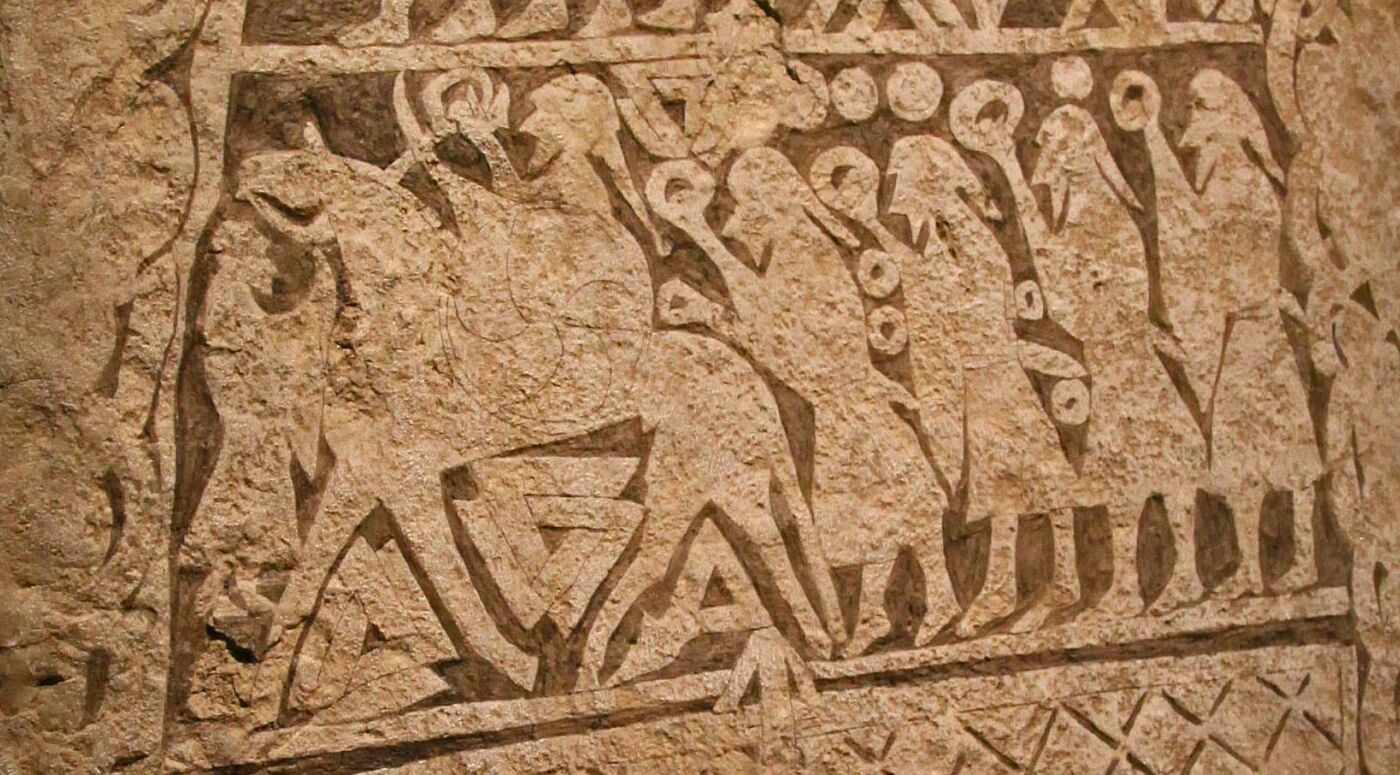
Valknutar på bildstenen Tängelgårda 1, 700-talet e.Kr., Gotland (under och bakom ryttare).

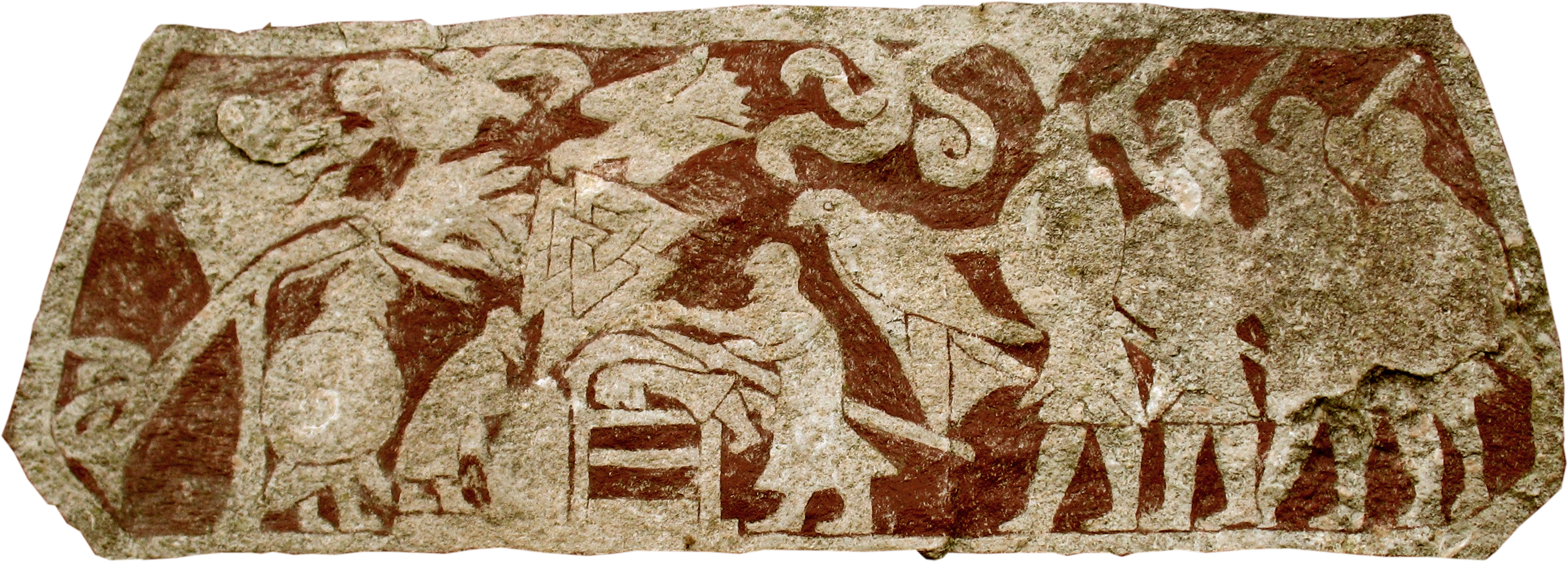
Valknut på bildstenen Hammars 1, 700-talet e.Kr., Gotland.

Valknut (av fornnordiska: valr – stupad, och knut) är en vikingatida symbol som består av tre sammankopplade trianglar. De förekommer främst på bildstenar från Gotland och skildras i samband med Oden och Valkyrior.
Det är okänt vad symbolen historiskt stod för. Namnet är en nybildning och symbolen dyker inte upp i samtida skrifter. Andra namn är: den slagnes hjärta, Valas hjärta, Rungners hjärta och Odens knop.

## Tolkningar
H.E. Davidson (Brittisk antikvarie) anser valknuten — (fri översättning)
symbolisera gudens [Odens] kraft, med vilken han kunde binda eller lösa [en mans minne] … så att denne blev hjälplös i strid, och han kunde även lösa rädslans spänningar och påfrestningar genom sina gåvor; bärsärkgång, drogning och inspiration.

## Artefakter
(Inkomplett lista)

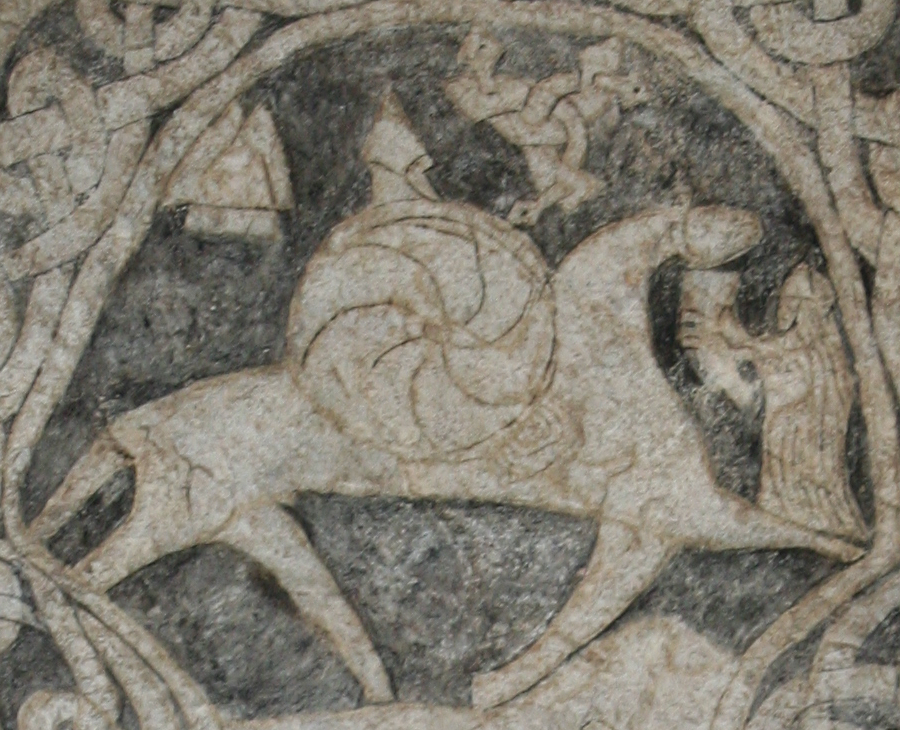
Valknut och liknande symbol (ovan ryttaren) på G 268.

- Tängelgårda 1 – 700-talet, bildsten från Lärbro socken, Gotland.
- Hammars 1 – 700-talet, bildsten från Lärbro socken, Gotland.
- Lillbjärs III (G 268) – 800-talet, bildsten från  Stenkyrka socken, Gotland.[2]
- Lillbjärs-sten (Föremål 45680. SHM 13742) – ej daterad, bildsten från Stenkyrka socken, Gotland.[3]
- Damhusskatten – 800-talet, myntskatt där vissa mynt präglats med valknut under en häst.[4][5]
- Gotlands runinskrifter 181 – 1000-talet, bildsten från Sanda socken, Gotland.

## Varianter
Geometriskt sett är symbolen topologiskt likvärdig med antingen de borromeiska ringarna, en sluten trelänkad kedja eller en sluten treklöverknut (triquetra), beroende på den enskilde konstnärens artistiska framställning:

valknut som borromeiska ringar
valknut som sluten trelänkad kedja
valknut som sluten treklöverknut (triquetra)

## Modernt bruk

### Nyhedendom
Valknutsymbolen spelar även en roll i den nyhedniska tron som utvecklats från den nordiska mytologin, speciellt asatron, där den ibland representerar de nio världarna.

### Grafisk form
Som grafisk form används den som logotyp för skogsbolaget SCA. Både före och efter uppdatering är formen tänkt att anknyta till skogen.